# 球状马先蒿
球状马先蒿（学名：Pedicularis strobilacea）是列当科马先蒿属的植物。分布于缅甸以及中国大陆的云南等地，生长于海拔3,500米的地区，多生长在高山草地中，目前尚未由人工引种栽培。